# Роте-Фане (Краснодарский край)
Роте-Фане — хутор в Новокубанском районе Краснодарского края.
Входит в состав Верхнекубанского сельского поселения.

## География

### Улицы
- ул. Садовая,
- ул. Юбилейная.

## Население
| 2002 | 2010 |
| ---- | ---- |
| 682  | ↗768 |